# Порто
Порто (порт. Porto, енгл. Oporto) је други по величини и значају град у Португалији, смештен у њеном северном делу. Порто је такође четврто по величини и значају средиште Иберијског полуострва, после Мадрида, Барселоне и Лисабона. Град је седиште истоименог округа Порто, где чини једну од општина.
Порто представља средиште северозападног дела Иберијског полуострва. Град је познат и по вину, које носи име овога града. Такође је познат и по Фудбалском клубу ФК Порто који је 1987. и 2004. године био првак Европе.
Старо језгро града Портоа је од 1996. године под заштитом УНЕСКО-а као светска баштина.

## Порекло назива
Назив града вуче корене од назива староримског града на датом месту, који се звао Портус Кале (лат. Portus Cale). Од датог назива је изведен не само назив данашњег града (који значи лука), него и назив државе, Португалије. Португалци су често град називали просто лука, са одређеним чланом О испред (o Porto), па се стога у неким језицима усталио облик назива Опорто.

## Географија
Град Порто налази се у северозападном делу Португалији и у западном делу Иберијског полуострва. Од главног града Лисабона град је удаљен 320 km северно, а од Мадрида удаљен је 460 km западно.
Рељеф: Порто се налази у брежуљкастом, приобалном подручју западног дела Иберијског полуострва, познатог као Мињо. Дато подручје је плодно и густо насељено. Град стога има велике разлике у висини, од 0 до 160 m, с тим што је средиште на 10–50 m надморске висине.
Клима: Клима у Портоу је блага умерено континентална клима са значајним утицајем Атлантика и Голфске струје (велике количине падавина).
Воде: Порто лежи на ушћу реку Дуро у Атлантски океан, што представља стратешки важно место. Град у управним границама лежи на десној обали реке, али је шире градско подручје са обе.

## Историја
Подручје Портоа насељено је још од времена праисторије. У то време ту су живела племена Келта, а остаци њихових насеобина су данас пронађени. Стари Рим је покорио ово подручје 275. године п. н. е.. Одмах је уочен добар положај датог места на ушћу важне реке Дуро у Атлантски океан, па се ту образовало градско насеље са развијеним лучким делатностима.
У првим вековима средњем века дошло је до пометње у датом подручју Иберијског полуострва, па градом и околином владају прво германско племе Свеви, па Визиготи, па арапски Маври. Маварска владавина трајала је у раздобљу 711-868., после чега је подручје припојено Астуријском краљевству. Дато подручје око града постало је познато као Војводство Портукале, које је постало претходница савремене Португалије.
Током 14. и 15. века бродови Португалије су имали значајно учешће у открићима поморских путева ка Индији и Америци, па је град као важна лука и велико бродоградилиште има велики значај у датим открићима. Град у 17. веку постаје познат и по извозу истоимене марке вина, вина Порто. У 18. и 19. веку град прераста у индустријско средиште.
Међутим, почетком 19. века дошло је до краткотрајне окупације града од страна Наполеонове Француске, а потом и Енглеске. Услед тога дошло и буђења свести грађана Портоа, који су се показали као велики противници краљевског апсолутизма. Захваљујући грађанима Портоа Португалија је добила нови, либерални устав 1833. године, којим је утрт пут осавремењавању државе.
У 20. веку град се развио као једно од главних градских средишта Португалије. Данас је Порто један од важних градова Европске уније.

## Становништво
| 1960.   | 1970.   | 1980.   | 1990.   | 2001.   | 2011.   |
| ------- | ------- | ------- | ------- | ------- | ------- |
| 303 424 | 301 655 | 327 368 | 302 472 | 263 131 | 237 591 |

По последњих проценама из 2011. године општина Порто има око 238 хиљада становника. Међутим, метрополитенско подручје града је знатно веће - око 1,7 милиона становника.
Као и други већи градови западне Европе и Порто има шаролико становништво. Посебно су бројни новији усељеници из Бразила, некадашње португалске колоније.

## Привреда
Порто је већ вековима супарник Лисабону као најважније привредно средиште Португалије. Иако нема повластице главног града, Порто има предност залеђа, пошто је север државе уједно и њен најразвијенији део.
Данас је градска привреда заснована на одувек важним лучким делатностима и данас свеприсутним услугама (трговина, банкарство, туризам, пословање), док индустрија данас има мањи значај и везана за предграђа. Такође, град је важно трговиште за пољопривредне производе плодне северне Португалије (вино, маслине, воће).

## Знаменитости
Највећа знаменитост града је његово старо језгро, које је од 1996. године под заштитом УНЕСКО-а као светска баштина. Ту се налази низ тргова и уских улица са бројним црквама, палатама и здањима.
Од појединачних грађевина потребно је споменути:
- Градску катедралу, која је махом изграђена у 17. веку у барокном стилу,
- Цркву Клерижос, која је изграђена у 17. веку у барокном стилу,
- Стару берзу са веома лепим „Арапским салоном“,
- Винске подруме,
- Гвоздени мост Луиша I, који је изграђен у другој половини 19. века, као тадашње „чудо технике“,
- Кућу музике, савремено концертно здање аутора арх. Рема Колхаса.

## Партнерски градови
- Нагасаки
- Акхисар
- Макао
- Јена
- Лијеж
- Бордо
- Ndola
- Ресифе
- Бристол
- Duruelo de la Sierra
- Mindelo
- Шангај
- Луанда
- Кротоне

## Галерија
- Порто и река Дуро
- Градска катедрала
- Старо здање Портоске берзе
- Црква Клерижос
- Један од винских подрума у Портоу
- Зграда ректората Универзитета у Портоу
- Градски аеродром